# Kanton Les Corbières
 Les Corbières (tot eind 2015 Kanton Fabrezan) is een kanton van het Franse departement Aude. Het kanton maakt deel uit van het arrondissement Narbonne. In 2021 telde het 16.326 inwoners.

Het kanton werd gevormd ingevolge het decreet van 21 februari 2014, met uitwerking op 22 maart 2015, met Fabrezan als hoofdplaats.
De naam van het kanton werd gewijzigd bij decreet van 27 december 2015 met uitwerking op 1 januari 2016.

## Gemeenten
Het kanton omvat de volgende gemeenten:
- Albas
- Albières
- Auriac
- Bouisse
- Boutenac
- Camplong-d'Aude
- Cascastel-des-Corbières
- Coustouge
- Cucugnan
- Davejean
- Dernacueillette
- Duilhac-sous-Peyrepertuse
- Durban-Corbières
- Embres-et-Castelmaure
- Fabrezan
- Félines-Termenès
- Ferrals-les-Corbières
- Fontcouverte
- Fontjoncouse
- Fraissé-des-Corbières
- Jonquières
- Lagrasse
- Lairière
- Lanet
- Laroque-de-Fa
- Luc-sur-Orbieu
- Maisons
- Massac
- Montgaillard
- Montjoi
- Montséret
- Mouthoumet
- Padern
- Palairac
- Paziols
- Quintillan
- Ribaute
- Rouffiac-des-Corbières
- Saint-André-de-Roquelongue
- Saint-Jean-de-Barrou
- Saint-Laurent-de-la-Cabrerisse
- Saint-Martin-des-Puits
- Saint-Pierre-des-Champs
- Salza
- Soulatgé
- Talairan
- Termes
- Thézan-des-Corbières
- Tournissan
- Tuchan
- Vignevieille
- Villeneuve-les-Corbières
- Villerouge-Termenès
- Villesèque-des-Corbières